# Județul Tulcea (interbelic)
Județul Tulcea a fost o unitate administrativă de ordinul întâi din Regatul României, aflată în regiunea istorică Dobrogea. Reședința județului era orașul Tulcea.

## Întindere

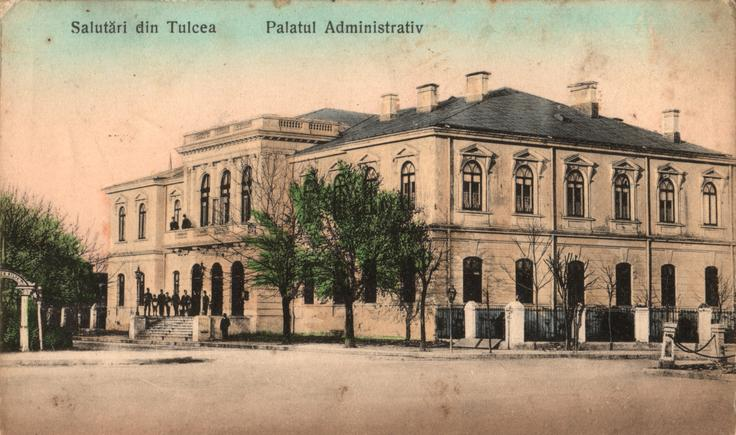
Clădirea Prefecturii județului Tulcea din perioada interbelică. Clădirea-monument istoric, construită între anii 1863-1865 în stil neo-clasic și situată pe Str. Grigore Antipa nr. 2, găzduiește în prezent Muzeul de Artă din Tulcea.

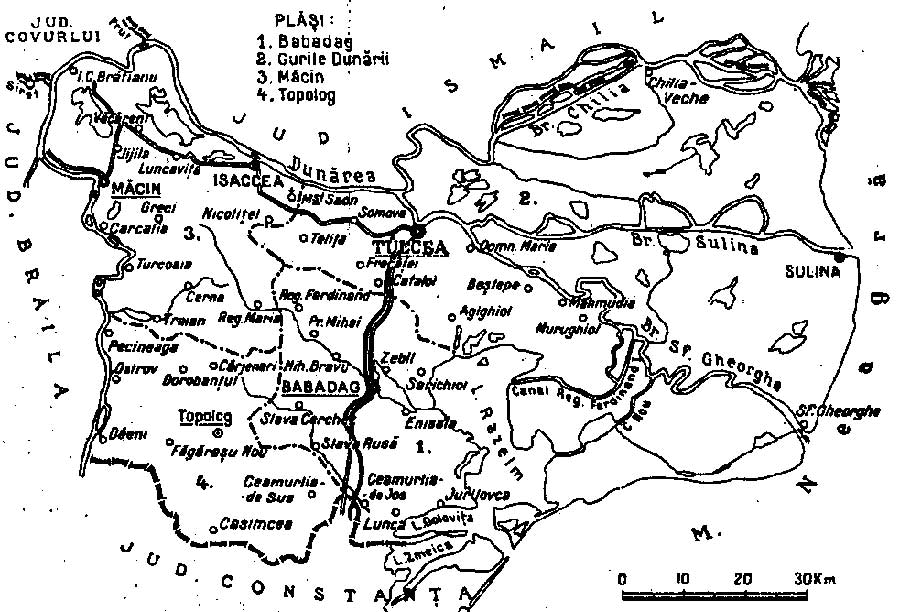
Harta județului, cu dispunerea și denumirea plășilor, în anul 1938.

Județul se afla în partea sud-estică a României Mari, în regiunea Dobrogea de Nord. Granițele fostului județ Tulcea erau foarte asemănătoare cu cele ale actualului județ Tulcea (cele reprezentate de Dunăre și de litoralul maritim erau identice, unele diferențe, neînsemnate, se pot observa pe granița sudică, terestră, a județului). Se învecina la vest cu județul Brăila, la nord-vest cu județul Covurlui, la nord cu județul Ismail, la sud cu județul Constanța, iar la est și sud-est cu Marea Neagră. La fel ca și în prezent, aproximativ 95% din suprafața Deltei Dunării era localizata pe teritoriul județului (în Nord-Estul acestuia) , restul suprafeței fiind localizată în județul Ismail (actualmente în Ucraina, numindu-se Delta Chiliei). Era județul României Mari cu cea mai mare întindere.

## Organizare
Județul era organizat în patru plăși:
1. Plasa Babadag,
2. Plasa Gurile Dunării,
3. Plasa Măcin și
4. Plasa Topolog.

La fel ca și în prezent, pe teritoriul județului se aflau cinci comune urbane (orașe): Tulcea (reședința județului), Babadag, Măcin, Isaccea și Sulina.

## Populație
Conform datelor recensământului din 1930 populația județului era de 184.038 de locuitori, dintre care 62,6% români, 12,2% ruși, 10,6% bulgari, 2,5% turci, 1,7% greci, 1,3% germani ș.a. Din punct de vedere confesional populația era alcătuită din 85,8% ortodocși, 8,3% ortodocși de stil vechi, 2,8% mahomedani, 1,5% romano-catolici, 0,6% lutherani ș.a.

### Mediul urban
În 1930 populația urbană a județului era de 41.632 locuitori, dintre care 64,7% români, 12,8% ruși, 5,5% turci, 4,4% greci, 3,3%  bulgari, 2,5% evrei, 0,8% germani ș.a. În mediul urban domina ca limbă maternă româna (69,4%), urmată de rusă (15,0%), turcă (5,5%), greacă (3,9%), bulgară (2,5%), idiș (1,5%) ș.a. Din punct de vedere confesional orășenimea era formată din ortodocși (87,5%),  mahomedani (5,7%), mozaici (2,6%), romano-catolici (1,9%) ș.a.

## Materiale documentare

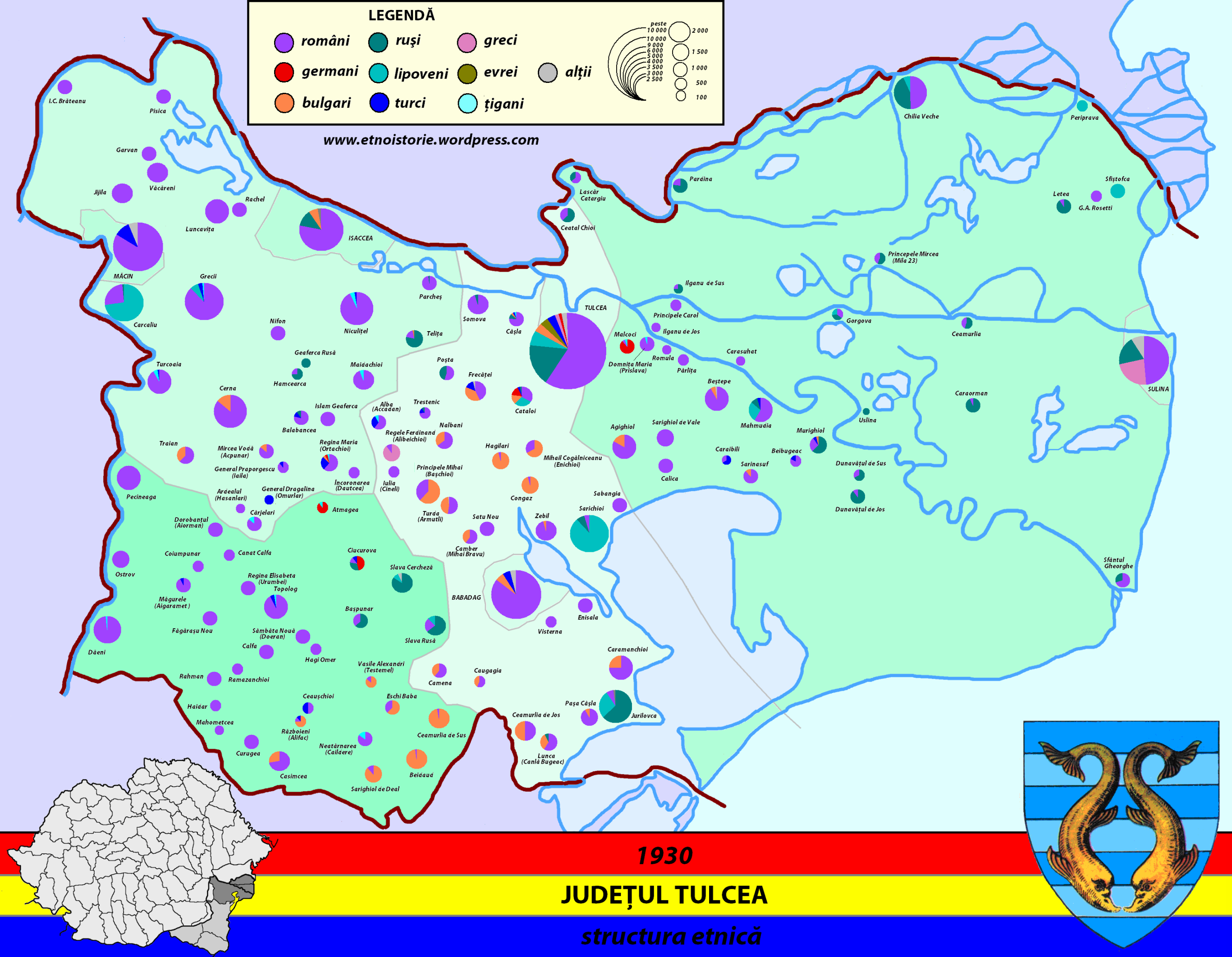
Structura etnică a județului Tulcea în anul 1930
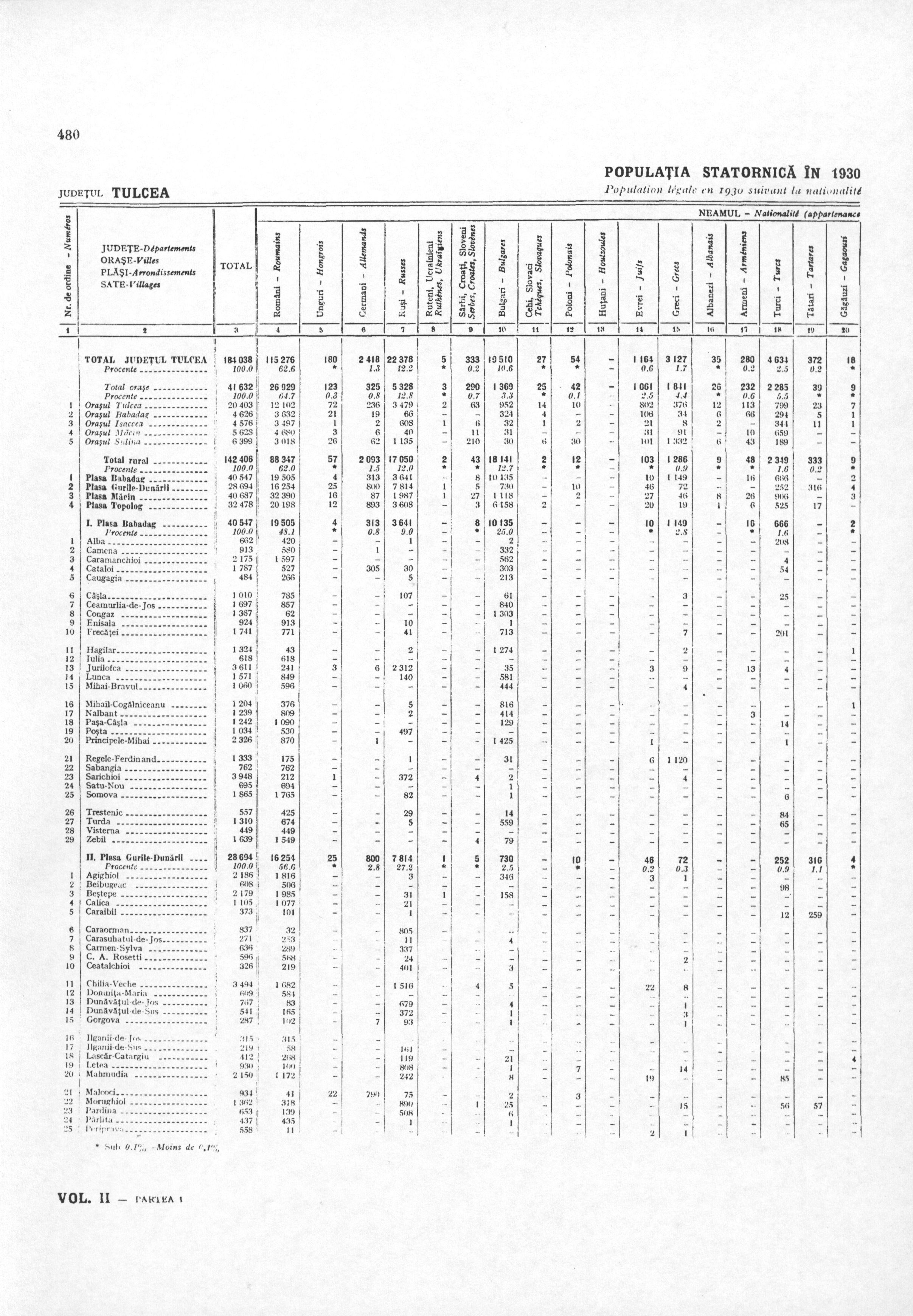
Populația județului în anul 1930, după etnie și limbă maternă